# Veldegem

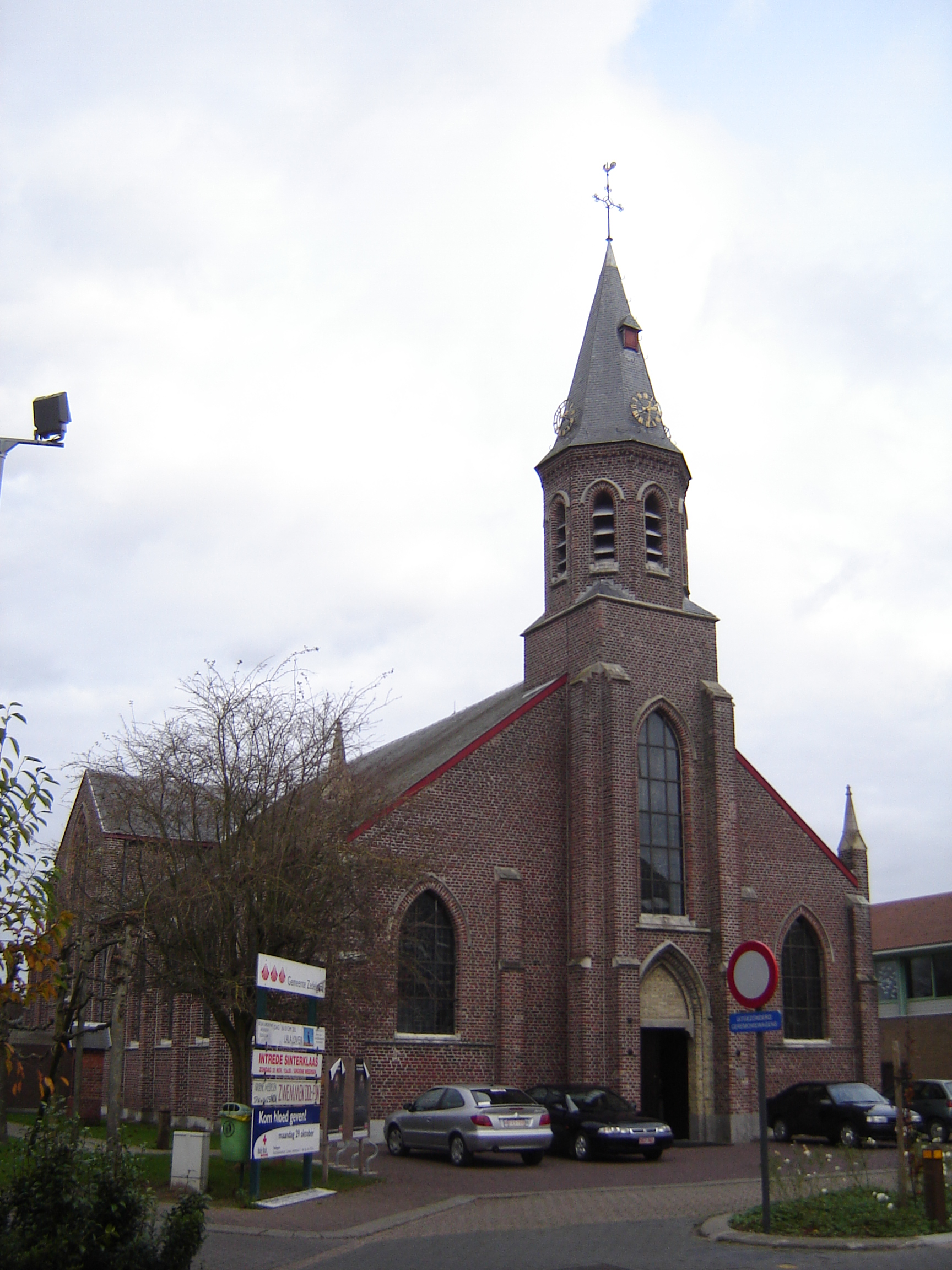
Onze-Lieve-Vrouwekerk in 2007

Veldegem is een dorp in de Belgische provincie West-Vlaanderen. Het dorp is een deelgemeente van Zedelgem sinds 1977. Veldegem is een relatief jong dorp, dat pas vanaf de 19de eeuw uitgroeide. Nu wonen er meer dan 5500 mensen.

## Geschiedenis
Veldegem ontstond eeuwen later dan de omliggende dorpen als 'het veld van Zedelgem'. Het grondgebied was vroeger immers een bosgebied en oude kaarten vermelden landduinen, moerassen en vijvers. Men vermoedt dat deze onvruchtbare grond daarom "'t Veld" genoemd werd. In de omgeving van het latere station is er al eeuwen bewoning: de oudste vermelding van de Lepemolen, ook Veldmolen of Rommelsmolen genoemd, dateert van 1645. Hij werd opgeblazen in 1918. Langs de Torhoutsesteenweg, nabij de grens met Torhout, was er ook nog de Kronemolen.
In de 18de eeuw, werden onder Napoleon inspanningen gedaan om het gebied uit te baten. De Franse regering schonk geld voor het aanplanten van zeesparren, die hars en hout opleverden. Tijdens de Eerste Wereldoorlog werden de laatste bomen van dit bos gerooid.
Doorheen het sparrenbos liep een rechte dreef, tussen de weg Brugge-Torhout (die dateerde uit de tijd van de Oostenrijkse Nederlanden) en het Ruddervoordse kruispunt Sijslo. Langs deze dreef werd van 1863 tot 1865 een kerk gebouwd, met als patroonheilige de Heilige Maagd Maria Onbevlekt Ontvangen. De kerk werd ingewijd op 27 september 1865 als een hulpkerk van de parochie Zedelgem. Er rond verschenen een 30-tal werkmanshuizen, en later ook een pastorij en scholen. In 1896 werd Veldegem een volwaardige onafhankelijke parochie.
Op 8 februari 1920 werd Veldegem een zelfstandige gemeente, ontstaan uit delen van Zedelgem (afstand van 768 ha met 2264 inwoners), Aartrijke (afstand van 43 ha met 57 inwoners), Ruddervoorde (afstand van 127 ha met 95 inwoners) en Torhout (afstand van 152 ha met 51 inwoners). De oppervlakte was 1090 ha en had dezelfde grenzen als de parochie reeds had. Er woonden op dat moment 2467 inwoners. De naam Veldegem werd gevormd naar analogie met de Frankische plaatsnaamgeving van buurgemeente Zedelgem.
Begin 1977 werd Veldegem opnieuw een deelgemeente van de fusiegemeente Zedelgem.

## Burgemeesters
Als burgemeesters van Veldegem tussen 1920 en 1977 zijn te vermelden:
- Ludovicus Vandendriessche, burgemeester van 1920 tot 1926.
- Jules Janssens, hoofdonderwijzer, gemeentesecretaris (1920-1926) burgemeester van 1927 tot 1932.
- baron Raoul van Zuylen van Nyevelt (Dilbeek, 30 juni 1884 - Veldegem, 8 januari 1962), burgemeester van 1932 tot 1938.
- Hendrik Vandaele (Zedelgem, 16 juli 1889 - Veldegem, 18 augustus 1948), burgemeester van 1939 tot 1945.
- August Keirsebilck, interim-burgemeester in 1945-1946.
- baron Raoul van Zuylen van Nyevelt, burgemeester van 1947 tot 1962.
- Jozef Janssens, burgemeester van 1962 tot 1969.
- Henri Beselaere, burgemeester van 1969 tot 1971.
- Roger Vandierendonck, burgemeester van 1971 tot 1976.

## Bezienswaardigheden
- De Onze-Lieve-Vrouwekerk is opgetrokken uit lokaal vervaardigde baksteen.
- Het domein Hoogveld, ooit de thuis van baron Raoul van Zuylen van Nyevelt, is nu een VKSJ-jeugdverblijfcentrum.
- Het voormalige gemeentehuis is tussen 1952 en 1957 gebouwd. De architect was Jos Priem.

## Natuur en landschap
Veldegem ligt in Zandig Vlaanderen op een kleine zandrug met een hoogte van 18 à 20 meter. Enkele beken zijn betrekkelijk diep ingesneden. Veldegem ligt op voormalig heidegebied.

## Demografische evolutie
- Bron: NIS 1920 t/m 1970=volkstellingen op 31 december; 1976= bevolking op 31 december

## Nabijgelegen kernen
De Leeuw, Aartrijke, Ruddervoorde, Torhout.